# Medhat Moataz
Medhat Moataz Bahgat (en arabe : مدحت معتز بهجت), né le 23 octobre 2000 au Caire, est un escrimeur égyptien.

## Carrière
Medhat Moataz est médaillé d'or en sabre par équipes aux Championnats d'Afrique 2019 à Bamako. Il est ensuite médaillé d'or en sabre par équipes et médaillé d'argent en sabre individuel aux Jeux africains de 2019 à Salé.
Il est 5e du tournoi de sabre masculin par équipes aux Jeux olympiques d'été de 2020 à Tokyo.
Il est médaillé d'argent en sabre individuel ainsi qu'en sabre par équipes aux Championnats d'Afrique 2022 à Casablanca.
Aux Championnats d'Afrique 2023 au Caire, il est médaillé d'or en sabre par équipes.

## Famille
Il est le frère de l'escrimeur Adham Moataz.